# شاهکارهای شفاهی و ناملموس میراث بشری
اندیشهٔ اعلام نام میراث‌های فرهنگی و معنوی بشر به دهه ۱۹۹۰ میلادی بر می‌گردد، پس از آنکه در سال ۱۹۸۹ پیشنهادهایی در سازمان ملل متحد برای نگهداری و پشتیبانی از فرهنگهای سنتی در جهان مطرح شد. در کنار میراث‌های جهانی، میراث‌های فرهنگی و معنوی به منظور آشناتر کردن بیشتر جهانیان با ابعاد گوناگون فرهنگ و رسوم در ملت‌های سراسر جهان، توسط یونسکو شناسایی و پاس داشته می‌شوند.
میراث فرهنگی ناملموس بنا به تعریف کنوانسیون پاسداشت از میراث فرهنگی ناملموس، رفتارها، نمادها و آئین‌هایی ست که یک اجتماع آن‌ها را بخشی از میراث فرهنگی خود می‌شناسد.
نخستین تلاش عملی برای شناسایی میراث معنوی بشر در سال ۱۹۹۷ و در طی یک گردهمایی که از سوی یونسکو و روشن‌اندیشان مراکشی در شهر مراکش برگزار شد، انجام گرفت. در این نشست مفهوم «میراث زبانی بشر» تعریف شد و تصمیم بر آن گرفته شد که برای پاسداشت "شاهکار"های این میراث اقدام صورت گیرد. این اقدام با نام «اعلامیه شاهکارهای میراث زبانی و معنوی بشریت» نام‌گذاری شد و پس از بررسی‌های فراوان منجر به ارائه فهرستی از میراث‌های فرهنگی بشر از سوی کشورهای گوناگون در سال ۲۰۰۱ شد. این فهرست هر دو سال مورد بازبینی قرار می‌گیرد و میراث از دیدگاه زنده بودن یا در معرض تهدید قرار داشتن ارزیابی می‌شوند. دولت‌ها باید شرح فعالیت‌های انجام شده برای نگهداری و تشویق مردم به ادامه این میراث را ارائه دهند و قرار داشتن نام یک میراث در فهرست یونسکو به معنای حفاظت کامل از آن میراث نیست.
در سال ۲۰۰۳ کنوانسیون پاسداری از میراث فرهنگی و معنوی بشر از سوی یونسکو به تصویب رسید. این کنوانسیون در سال ۲۰۰۶ به اجرا گذاشته شد و نخستین مجمع عمومی آن در ژوئن همان سال تشکیل شد. تا ژانویه سال ۲۰۱۲، ۱۴۰ کشور حداقل یکی از مراحل تصویب، پذیرش، یا پیوستن به این کنوانسیون را گذرانده‌اند.